# IC 2103
IC 2103 ist eine Spiralgalaxie vom Hubble-Typ Sc im Sternbild Tafelberg am Südsternhimmel. Sie ist schätzungsweise 185 Millionen Lichtjahre von der Milchstraße entfernt und hat einen Durchmesser von etwa 105.000 Lichtjahren.
Das Objekt wurde am 17. November 1900 von DeLisle Stewart entdeckt.